# کارل راگلز
کارل راگلز (انگلیسی: Carl Ruggles؛ ۱۸۷۶–۱۹۷۱) یک آهنگساز و موسیقی‌دان اهل ایالات متحده آمریکا بود.
وی یکی از اعضای گروه موسوم به «پنج آمریکایی» بود و در سال ۱۹۶۳ میلادی برای عضویت در «مؤسسهٔ ملی هنر و ادبیات» انتخاب شد.